# Kanton Mauzé-sur-le-Mignon
Kanton Mauzé-sur-le-Mignon (fr. Canton de Mauzé-sur-le-Mignon) je francouzský kanton v departementu Deux-Sèvres v regionu Poitou-Charentes. Skládá se z osmi obcí.

## Obce kantonu
- Le Bourdet
- Mauzé-sur-le-Mignon
- Priaires
- Prin-Deyrançon
- La Rochénard
- Saint-Georges-de-Rex
- Saint-Hilaire-la-Palud
- Usseau